# Carl Friedrich Uhlig
Carl Friedrich Uhlig (geb. 1789 in Bernsdorf bei Chemnitz; gest. 1874) war ein deutscher Musikinstrumentenbauer. Er war Erfinder der Chemnitzer Konzertina, einer Vorläuferin des Bandoneons.

## Lebensweg

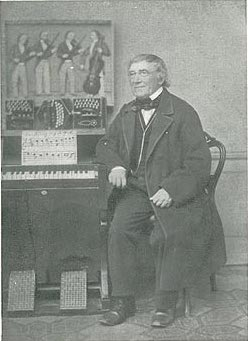
Carl Friedrich Uhlig

Carl Friedrich Uhlig schloss zunächst eine Lehre als Strumpfwirker ab und war eine Zeit lang als Strumpf-Produzent tätig, bevor er sich gegen Ende der 1810er Jahre dem Musikinstrumentenbau zuwandte. Im Jahr 1819 betrieb Uhlig eine Musikinstrumentehandlung in Chemnitz. Daneben spielte Uhlig als Soloklarinettist in einem Chemnitzer Orchester. Im Jahr 1834 entwickelte Uhlig ein verbessertes Akkordeon, den Prototyp des Musikinstruments, das später unter der Bezeichnung „Chemnitzer Konzertina“ bekannt wurde. Uhlig war unzufrieden mit dem Tasten-Layout des von dem Wiener Instrumentenbauer Cyrill Demian (1772 oder 1774 bis 1847) erfundenen Akkordeons. Anstelle der einhändigen Tastatur des Demian'schen Akkordeons schwebte es Uhlig vor, die Tasten seines Instruments auf beide Hände zu verteilen, um so dessen Spielbarkeit zu erleichtern. Ein Nebeneffekt dieses neuen Tastatur-Layouts war, dass man mit der linken Hand auf dem unteren Ende der mehroktavigen Tastatur einfache Harmonien spielen konnte, während die rechte Hand eine Melodie in der oberen Oktave spielte. Anders als das Akkordeon und die englische Konzertina erzeugt Uhligs Konzertina Chemnitzer Bauart beim Zusammendrücken und Auseinanderziehen ihres Blasebalges unterschiedliche Töne. Mit zehn Tasten konnten also 20 Töne erzeugt werden. In einer Annonce im Chemnitzer Anzeiger vom 19. Juli 1834 bezeichnete Uhlig sein neugestaltetes Instrument mit zehn Tasten als „Akkordeon neuer Art“. Mitte der 1830er Jahre nahm er die Produktion seines neuen Instruments in seinem Geschäft in Chemnitz, Am Anger 902, auf. Spätestens ab 1846 vermarktete er es auch in London. Im Jahr 1847 war er der erste Hersteller dieser Instrumente auf der internationalen Messe in Leipzig. 1844, zehn Jahre nach Uhligs „Accordion neuer Art“, ließ sich der englische Physiker und Instrumentenbauer Charles Wheatstone eine von ihm entworfene Ziehharmonika-Variante unter der Bezeichnung „Konzertina“ patentieren, nachdem er bereits 1829 einen Vorläufer entwickelt und patentieren lassen hatte. Diese Bezeichnung übernahm Uhlig ab 1851 für sein Instrument. Zur besseren Unterscheidung der beiden Varianten spricht man heute von der Chemnitzer bzw. Deutschen Konzertina und von der Englischen Konzertina. Damit auch Menschen ohne Notenkenntnisse das Instrument spielen konnten, versah Uhlig dessen Knöpfe mit Zahlen, nach denen vom Blatt gespielt werden konnte. Dies und der relativ niedrige Kaufpreis, die transportfreundliche Größe und das geringe Gewicht sowie ihre Lautstärke machten die Uhlig'sche Konzertina auch in der Arbeiterschaft und unter Bergleuten beliebt. Bereits 1874 gründete sich der erste Konzertina-Verein in Chemnitz. Das Instrument wurde nicht – wie meist das Akkordeon – stehend, sondern sitzend übers Knie gelegt gespielt.

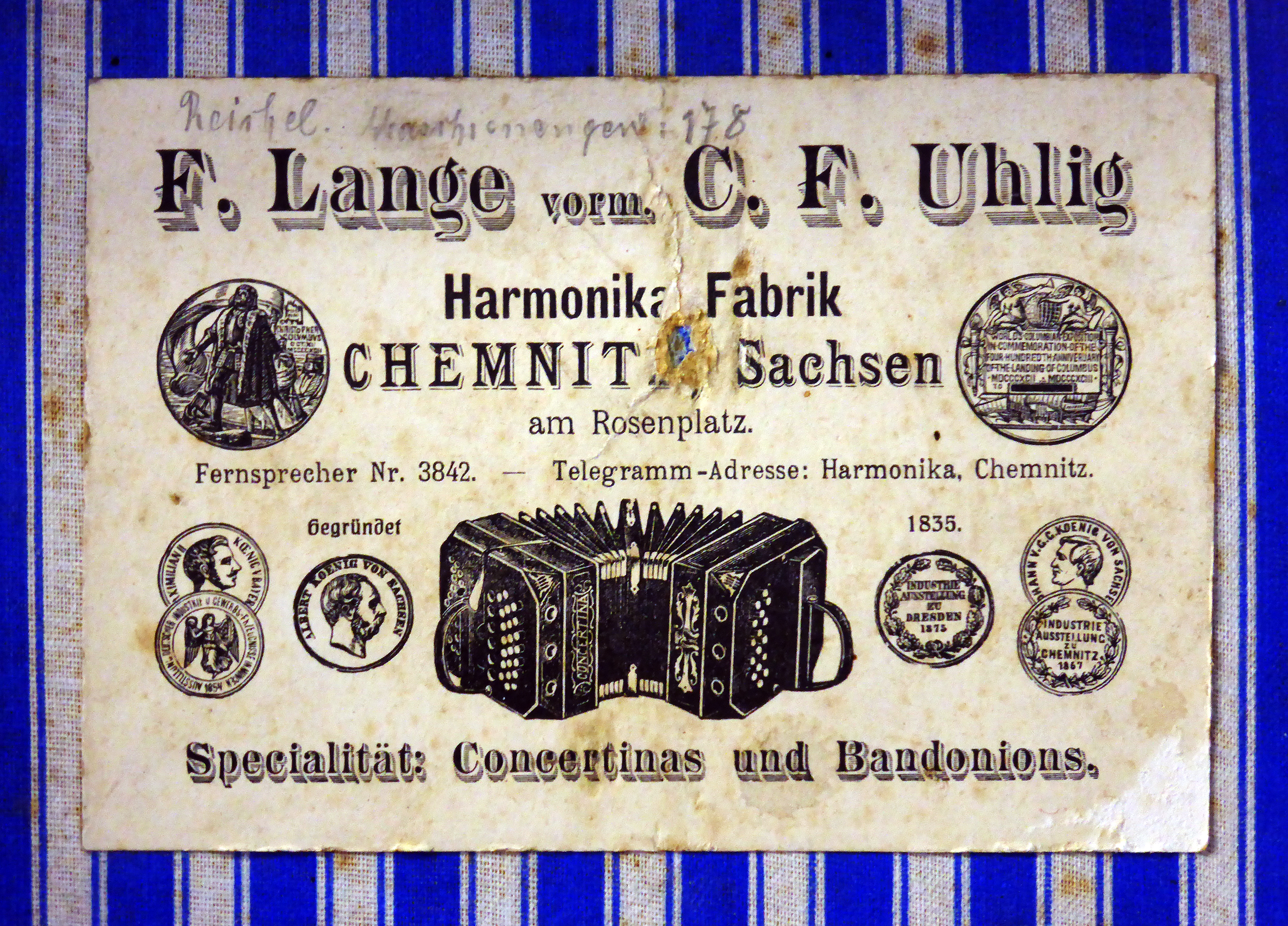
Kofferetikett F. Lange vormals C. F. Uhlig Harmonika-Fabrik

Da es zu dieser Zeit in Deutschland noch kein Patentrecht gab, konnten andere Musikinstrumente-Fabrikanten Uhligs Knopfkasten ungehindert nachbauen und weiterentwickeln. Das taten nicht nur Uhligs Schwiegersöhne Johann David Wünsch (1814–1895) und Friedrich Anton Lange und sein Stiefsohn Christian Friedrich Reichel (geb. 1811), sondern auch der Krefelder Musikinstrumentebauer Heinrich Band (1821–1860), der seiner Weiterentwicklung den Namen „Bandonion“ (heutige Schreibweise: „Bandoneon“) gab.
Drei weitere ehemalige Uhlig-Mitarbeiter wurden wichtige frühe Konzertina-Bauer: Spätestens 1840 begann Johann Gottlieb Höselbarth, ein ehemaliger Webermeister, mit der Herstellung dieser Instrumente in Chemnitz, nachdem er das Handwerk in Uhligs Werkstatt erlernt hatte. Sein Sohn Julius August Höselbarth trat seine Nachfolge im Ziehharmonikageschäft an; das Höselbarth'sche Familienunternehmen wurde bis in die 1890er Jahre weitergeführt. Christian Friedrich Pimer, ebenfalls aus Chemnitz und auch er ein ehemaliger Mitarbeiter Uhligs, baute spätestens ab 1850 Konzertinas unter seinem eigenen Namen.
Als Uhlig 1863 in den Ruhestand ging, übernahm sein Schwiegersohn Friedrich Anton Lange sein Unternehmen, in dem er noch viele weitere Jahre lang hochwertige Konzertinas, vor allem von der Chemnitzer Variante, herstellte.
Uhlig starb 1874 im Alter von 85 Jahren.